# Comunidade terapêutica
Comunidade terapêutica (CT) é uma abordagem clínica de caráter coletivo, predominantemente utilizada no tratamento da drogadição.
No Brasil, tem sido proeminente o modelo espiritual-religioso, principalmente de orientação evangélica. O estatuto institucional das comunidades no sistema de saúde brasileiro é objeto de polêmicas frequentes. Denúncias de abusos e exploração do trabalho no interior das comunidades são recorrentes na mídia.

## História

### Origem
As comunidades terapêuticas se originam no contexto anglofóno durante a década de 1950, visando tratamento de neuroses nos ingleses que serviram na Segunda Guerra Mundial. A metolodogia foi significativamente elaborada pelo psiquiatra do exécrito inglês Maxwell Jones. O tratamento envolveria atividades educativas, teatrais e de discussão, desenvolvidas num ambiente coletivo e colaborativo. Posteriormente, a abordagem foi sendo expandida para o tratamento de outras patologias, especialmente a drogadição.

### Expansão
A partir da consolidação e expansão da abordagem, a defesa de seu valor se centrou na ideia de que constituia uma alternativa ao confinamento manicomial. No entando, desde o momento inicial, já haviam criticas quanto ao seu caráter alternativo, com psicólogos apontando que tal metolodogia facilmente se confundia com o manicômio, adotando inúmeras práticas similares.
Na década de 1980, desenvolveram-se dois modelos de CT - Modelo de Minnesota e o Modelo Synanon.

## No Brasil
Destaca-se no país o foco no tratamento da drogadição, estabelecendo comunidades principalmente em propriedades de zonas rurais, onde ficam confinados os pacientes. São utilizados diversos modelos de organização das comunidades, prevalecendo, por vezes, o caráter religioso-espiritual, e, em outros, cotidianos voltados ao trabalho.